# Dunajov (przystanek kolejowy)
Dunajov – przystanek kolejowy w Dunajovie, w kraju żylińskim, na Słowacji.
| Dunajov                                                        |  |                                        |
| Linia 127 Żylina – Czadca – Mosty koło Jabłonkowa (266,540 km) |  |                                        |
| Ochodnicaodległość: 1,819 km                                   |  | Krásno nad Kysucou odległość: 2,643 km |